# Vigolana
La Vigolana (2 149 m s.l.m.) è una cima appartenente all'omonimo gruppo montuoso ubicato in Trentino; geologicamente fa parte delle Prealpi Venete. Dal punto di vista amministrativo è compresa nel territorio dei comuni di Altopiano della Vigolana, Folgaria e Besenello (entro i cui confini ricade circa il 70% della superficie).

## Caratteristiche
Con le cime vicine (Becco di Filadonna, Cornetto di Folgaria, ecc.) sovrasta l'altopiano della Vigolana, gli abitati di Carbonare, Folgaria, Besenello ed è una delle caratteristiche vette montuose che circondano la città di Trento, da cui è visibile guardando verso Sud; dal fondovalle è agevole distinguere la Madonnina ed il Frate, tipiche sporgenze rocciose che ricordano figure umane.

## Accessi alla cima Vigolana
- Da Vigolo Vattaro passando per la malga Derocca (4h 30'): 1400 m di dislivello;
- Dal bar al Sindech presso il valico della Fricca e poi per il Becco di Filadonna: 1200 m di dislivello;
- Da Folgaria o dal passo Sommo per il Becco di Filadonna lungo la dorsale sud: 900 m di dislivello;
- Da Besenello in macchina fino a 1450 m e poi a piedi attraverso sentieri.

## Vegetazione
Fino ai 1000 metri, la vegetazione prevede una prevalenza di faggio, ceduo e larice, con la presenza di pino silvestre nella zona del Verzer Bas e Taià. 
Tra i 1000 e i 1200 metri abbiamo abbondanza di larice, abete bianco e faggio. Oltre i 1500 metri, nella zona della Derocca troviamo un vasto mugheto denso e chiazze frequenti di rododentri misti e mirtilli.

## Fauna
Nella zona della Marzola abitano il Gallo Forcello, che si nutre di mirtilli, gemme e frutti del sottobosco e il Culbianco, che nidifica tra le rocce. Più rara invece è la presenza del Gallo Cedrone, famoso per le sue dimensioni e il piumaggio appariscente.
Nelle ore meno soleggiate si incontrano più facilmente volpi, tassi e uccelli come cinciallegre, usignoli, merli e gazze.
Nei boschi più interni è possibile incontrare scoiattoli, ghiri e le formiche "rufus". 

## Rifugi e bivacchi
- Bivacco Giacomelli (Vigolana alla Madonnina) (2030m)
- Rifugio Casarota (1572 m)